# Maike Finnern
Maike Finnern (* 1968) ist eine deutsche Lehrerin und Gewerkschafterin. Seit 2021 ist sie Bundesvorsitzende der Gewerkschaft Erziehung und Wissenschaft (GEW).

## Leben und Beruf
Finnern war als Realschullehrerin in Rheda-Wiedenbrück und Enger tätig, zuletzt als Konrektorin. Später war sie Personalrätin im Regierungsbezirk Detmold und gehörte dem Hauptpersonalrat im Schulministerium des Landes Nordrhein-Westfalen an.

## Tätigkeit in der Gewerkschaft
2011 wurde Finnern zur stellvertretenden Landesvorsitzenden der GEW in Nordrhein-Westfalen gewählt, zwei Jahre später auch in den GEW-Bundesvorstand. Von 2014 bis 2018 war sie zudem Vorsitzende des Bezirksfrauenausschusses beim DGB-Bezirk NRW. 2019 wurde Finnern mit 93,6 Prozent zur neuen GEW-Landesvorsitzenden in Nordrhein-Westfalen gewählt.
Am 9. Juni 2021 kandidierte Finnern beim Gewerkschaftstag in Leipzig, welcher aufgrund pandemiebedingter Einschränkungen online stattfand, als neue Bundesvorsitzende der GEW. Sie erhielt, ohne Gegenkandidatur, 90,6 Prozent der Stimmen und trat damit die Nachfolge der altersbedingt ausgeschiedenen Marlis Tepe an. Als ihr wichtigstes Ziel in ihrer Funktion als GEW-Vorsitzende nannte sie Chancengleichheit in der Bildung, ebenso die Verbesserung der Arbeitsbedingungen für Lehrerinnen und Lehrer.